# سید هادی محقق
سید هادی محقق (زادهٔ ۱۳۵۷ در دهدشت) کارگردان فیلم، و فیلم‌نامه‌نویس ایرانی است.وی برادر بزرگتر سید رضا محقق تهیه کننده ایرانی است.

## زندگی‌نامه
محقق در سال ۱۳۵۷ در دهدشت از توابع استان کهگیلویه و بویراحمد ایران متولد شد و در رشتهٔ مکانیک خودرو تحصیل کرد. او فعالیت هنری خود را در سال ۱۹۹۰ به عنوان بازیگر و کارگردان تئاتر و در سال ۲۰۰۰ به عنوان بازیگر، طراح و دستیار کارگردان تلویزیون آغاز کرد. او در سال ۲۰۱۰ شروع به ساخت فیلم‌هایی برای تلویزیون کرد. در سال ۲۰۱۳ اولین فیلم بلند خود، او خوب سنگ می‌زند، را ساخت که برنده جایزه بهترین فیلم، بهترین کارگردانی و بهترین فیلمنامه غیراقتباسی از جشنوارهٔ بین‌المللی فیلم‌های کودکان و نوجوانان اصفهان شد. دومین فیلم بلند او، ممیرو، جوایز بسیاری را در جشنواره‌های فیلم به دست آورد.

## فیلم‌شناسی
| سال  | فیلم              | سمت      | سمت     | زمان     | توضیح     |
| سال  | فیلم              | کارگردان | نویسنده | زمان     | توضیح     |
| ---- | ----------------- | -------- | ------- | -------- | --------- |
| ۲۰۱۰ | برادران سرزمین من | آری      |         | ۹۰ دقیقه | تله فیلم  |
| ۲۰۱۲ | نگاهی به آسمان    | آری      |         | ۴۲ دقیقه | مستند     |
| ۲۰۱۳ | او خوب سنگ می‌زند  | آری      | آری     | ۸۵ دقیقه | فیلم بلند |
| ۲۰۱۵ | ممیرو             | آری      | آری     | ۹۴ دقیقه | فیلم بلند |
| ۲۰۱۸ | ایرو              | آری      | آری     | ۸۲ دقیقه | فیلم بلند |
| ۲۰۲۰ | دِرب               | آری      | آری     | ۹۰ دقیقه | فیلم بلند |